# لويس مارتينيز (متسابق يخت)
لويس مارتينيز (بالإسبانية: Luis Martínez)‏ هو متسابق يخت إسباني، ولد في 4 مارس 1973 في لاس بالماس دي غران كناريا في إسبانيا.

## وصلات خارجية
- لويس مارتينيز على موقع الاتحاد الدولي للملاحة الشراعية (موقع جديد) (الإنجليزية)
- لويس مارتينيز على موقع الاتحاد الدولي للملاحة الشراعية (موقع قديم) (الإنجليزية)
- لويس مارتينيز على موقع اللجنة الأولمبية الدولية (الإنجليزية)
- لويس مارتينيز على موقع أوليمبيديا (الإنجليزية)
- لويس مارتينيز على موقع اللجنة الأولمبية الإسبانية (الإسبانية)